# 鄭金鈴
鄭金鈴（英語：Cheng Kim Ling；1994年2月6日—），暱稱金Ling或賣帽少女，曾為香港新聞人物，現為網絡紅人，分享韓國旅遊資訊。她早期因為在旺角街頭販賣網帽（俗稱Cap帽）而被香港媒體廣泛報道，事跡亦廣受網民關注。現時生活於韓國首爾。
其在Youtube界中2017年6月20日至8月20日中訂閲急升超過4萬，由6月20日約11.8萬急升8月20日約15.4萬。截至2021年5月14日，約有258,000人訂閱。

## 背景及成名經過
鄭金鈴在中國內地出生，成長於單親家庭，與母親和哥哥一家三口居於香港天水圍的公屋，其家庭曾因為家境清貧需要領取綜援。她就讀於屯門保良局董玉娣中學，熱衷各種課外活動，成績優異。畢業於香港大學韓國研究及比較文學系。
據《明報》於2009年4月的報道，鄭設計了一頂紅色Cap帽，並聲稱是從電玩遊戲《瑪利歐》取得靈感，及後去信「任天堂美國總部」查詢使用版權事宜（按︰任天堂的總部實際在日本），她在沒有收到任天堂回覆的情況下 (《明報》報道原文：『對方沒回覆反對』) 到香港知識產權署申請外觀設計專利，成功取得專利後委托工廠生產了50頂帽子，並於2009年4月開始於旺角街頭擺賣。

## 著名事件

### 帽子設計及版權爭議
鄭先後接受無綫電視、商業電台等不同媒體追訪，令其「賣帽養家」的正面形象更廣為人知，與此同時鄭也得到額外的工作機會和助學金。然而亦有不少網民認為媒體的報道過於煽情將她神化，並指出鄭的設計其實是剽竊任天堂的智慧財產權。
同年7月，任天堂買下鄭餘下的帽子，事件告一段落。

## 近況
2010年，鄭金鈴出版其首本散文集《不要停下來》，講述她追尋夢想的點滴。
2011年，出版小說《無名無姓 － 下落不明》，其後出版《無名無姓2－發光發亮》。
2012年4月23日，鄭金鈴在香港商業電台903開咪主持節目《有些事現在不做一輩子都不會做》，
2012年，入讀香港大學文學院，主修韓國研究和比較文學。
2013年，第一次嘗試拍片，奪得Now TV十週年Happy Times 歌舞躍動影片冠軍，嬴得5萬元獎金。
2014年，到韓國首爾延世大學做交換生一個學期，期間開設page分享交換生點滴，其後更開設Youtube channel，以韓國文化為主拍片分享；同時亦為新假期摘文、拍片。
2016年，參與翡翠台《Do姐有問題》外景主持工作，及在ViuTV《巨門陣》客串成為其中一位辯論團成員。
2017年，主持J2節目《潮遊首爾》。
2021年，主持ViuTV節目《不一樣的節日》。
2022年，主持香港開電視節目《重新出發》，此乃韓國旅游節目，介紹首爾在疫情中的變化。